# Амар Дедич
Амар Дедич (босн. Amar Dedić; нар. 18 серпня 2002, Целль-ам-Зее, Австрія) — боснійський футболіст, фланговий захисник португальського клубу Бенфіка та збірної Боснії і Герцеговини.

## Клубна кар'єра
Амар Дедич народився в Австрії у родині боснійських переселенців. Грати у футбол почав у футбольній академії клубу «Штурм» з міста Грац. У 2015 році Дедич перейшов до молодіжної команди «Ред Булл». У серпні 2019 року Дедич підписав з клубом свій перший професійний контракт. Але в основі клубу в офіційних матчах Бундесліги футболіст так і не з'явився на полі. А дебют Дедича у професійному футболі відбувся у складі «Ліферінга», куди футболіст був направлений на умовах оренди.
Дедич підписав з «Ред Булл» новий чотирирічний контракт і влітку 2021 року знову вирушив в оренду. Цього разу у клуб Бундесліги «Вольфсберг».
В лютому 2025 року Дедич підписав контракт з французьким «Марселем». У 2026 році перейшов до португальської «Бенфіки».

## Збірна
З 2018 року Амар Дедич виступає за юнацькі та молодіжну збірні Боснії і Герцеговини. Був капітаном юнацької збірної (U-17).

## Досягнення
«Ред Булл»
- Чемпіон Австрії: 2022-23

«Бенфіка»
- Володар Суперкубка Португалії: 2025[7]